# Inledande omgångar i Svenska cupen i fotboll 2024/2025
Huvudartikel: Svenska cupen i fotboll 2024/2025. För damcupens inledande omgångar, se Inledande omgångar i Svenska cupen i fotboll för damer 2024/2025.
Inledande omgångar i Svenska cupen i fotboll 2024/2025 inleddes den 14 maj och avslutades 1 december 2024.

## Omgång 1

### Sammanfattning
| Första omgången – 64 deltagande klubblag | Första omgången – 64 deltagande klubblag | Första omgången – 64 deltagande klubblag |
| ---------------------------------------- | ---------------------------------------- | ---------------------------------------- |
| Lag 1                                    | Resultat                                 | Lag 2                                    |
| FBK Balkan                               | 00001–2 (e.f.)                           | IFK Simrishamn                           |
| IFK Skövde                               | 0–1                                      | IK Tord                                  |
| Åstorps FF                               | 0–2                                      | Eskilsminne IF                           |
| Tidaholms GoIF                           | 00001–4 (e.f.)                           | Jönköpings Södra IF                      |
| Enskede IK                               | 1–0                                      | FC Arlanda                               |
| IK Franke                                | 0–2                                      | Täby FK                                  |
| Styrsö BK                                | 0–5                                      | FC Trollhättan                           |
| IFK Haninge                              | 0–4                                      | Stockholm Internazionale                 |
| Landvetter IS                            | 0–4                                      | Falkenbergs FF                           |
| IF Lödde                                 | 0–4                                      | Ariana FC                                |
| Viggbyholms IK                           | 00001–1 (e.f.) (2–4 str.)                | Karlbergs BK                             |
| Torslanda IK                             | 2–1                                      | Onsala BK                                |
| Årsunda IF                               | 2–1                                      | Korsnäs IF                               |
| Timmernabbens IF                         | 1–5                                      | IFK Berga                                |
| Jönköpings BK                            | 0–4                                      | Smedby AIS                               |
| Dalkurd FF                               | 1–5                                      | Sollentuna FK                            |
| BK Forward                               | 0–5                                      | FBK Karlstad                             |
| Huddinge IF                              | 00003–2 (e.f.)                           | Nacka FF                                 |
| Stegeborgs IF                            | 2–4                                      | Nyköpings BIS                            |
| IFK Eskilstuna                           | 1–2                                      | IFK Stocksund                            |
| FC Gute                                  | 00002–1 (e.f.)                           | Vasalunds IF                             |
| Sunnersta AIF                            | 0–2                                      | FC Järfälla                              |
| IF Haga                                  | 00001–1 (e.f.) (4–3 str.)                | Borens IK                                |
| Herrestads AIF                           | 1–0                                      | Vänersborgs IF                           |
| IK Zenith                                | 0–3                                      | Tvååkers IF                              |
| Kristianopels GoIF                       | 1–3                                      | IFK Hässleholm                           |
| Skellefteå FF                            | 1–2                                      | Piteå IF                                 |
| IFK Östersund                            | 1–0                                      | Hudiksvalls FF                           |
| Kubikenborgs IF                          | 3–2                                      | Gottne IF                                |
| Ängelholms FF                            | 2–0                                      | Torns IF                                 |
| Götaholms BK                             | 3–2                                      | IK Gauthiod                              |
| Brålanda IF                              | 2–4                                      | IF Karlstad                              |

### Matcher
|             | 14 maj 2024 | FBK Balkan       | 0000 1 – 2 (e.fl.) | IFK Simrishamn              | Rosengårds IP                                |                                              |
| 19:00 UTC+2 | 19:00 UTC+2 | Fabian Green 67′ | (0 – 1) Rapport    | 45′, 105+1′ Fredrik Hansson | Malmö Publik: 127 Domare: Alexander Eriksson | Malmö Publik: 127 Domare: Alexander Eriksson |
| 19:00 UTC+2 | 19:00 UTC+2 |                  |                    |                             | Malmö Publik: 127 Domare: Alexander Eriksson | Malmö Publik: 127 Domare: Alexander Eriksson |
| 19:00 UTC+2 | 19:00 UTC+2 |                  |                    |                             | Malmö Publik: 127 Domare: Alexander Eriksson | Malmö Publik: 127 Domare: Alexander Eriksson |

|             | 21 maj 2024 | IFK Skövde | 0 – 1           | IK Tord       | Södermalms IP                              |                                            |
| 19:00 UTC+2 | 19:00 UTC+2 |            | (0 – 0) Rapport | 64′ Isac Lyck | Skövde Publik: 90 Domare: Abdinaser Bashir | Skövde Publik: 90 Domare: Abdinaser Bashir |
| 19:00 UTC+2 | 19:00 UTC+2 |            |                 |               | Skövde Publik: 90 Domare: Abdinaser Bashir | Skövde Publik: 90 Domare: Abdinaser Bashir |
| 19:00 UTC+2 | 19:00 UTC+2 |            |                 |               | Skövde Publik: 90 Domare: Abdinaser Bashir | Skövde Publik: 90 Domare: Abdinaser Bashir |

|             | 22 maj 2024 | Åstorps FF | 0 – 2           | Eskilsminne IF                      | Bjärshögs IP                             |                                          |
| 18:45 UTC+2 | 18:45 UTC+2 |            | (0 – 0) Rapport | 70′ Rasmus Wendt 88′ Viktor Åkerman | Åstorp Publik: 150 Domare: Hugo Evebring | Åstorp Publik: 150 Domare: Hugo Evebring |
| 18:45 UTC+2 | 18:45 UTC+2 |            |                 |                                     | Åstorp Publik: 150 Domare: Hugo Evebring | Åstorp Publik: 150 Domare: Hugo Evebring |
| 18:45 UTC+2 | 18:45 UTC+2 |            |                 |                                     | Åstorp Publik: 150 Domare: Hugo Evebring | Åstorp Publik: 150 Domare: Hugo Evebring |

|             | 22 maj 2024 | Tidaholms GoIF   | 0000 1 – 4 (e.fl.) | Jönköpings Södra IF                                                                 | Ulvesborg                                 |                                           |
| 19:00 UTC+2 | 19:00 UTC+2 | Theodor Lidén 6′ | (1 – 1) Rapport    | 16′ Christian Azizsson 92′ Hampus Israelsson 100′ Arvid Eriksson 110′ Isak Ellbring | Tidaholm Publik: 432 Domare: Cavit Kinali | Tidaholm Publik: 432 Domare: Cavit Kinali |
| 19:00 UTC+2 | 19:00 UTC+2 |                  |                    |                                                                                     | Tidaholm Publik: 432 Domare: Cavit Kinali | Tidaholm Publik: 432 Domare: Cavit Kinali |
| 19:00 UTC+2 | 19:00 UTC+2 |                  |                    |                                                                                     | Tidaholm Publik: 432 Domare: Cavit Kinali | Tidaholm Publik: 432 Domare: Cavit Kinali |

|             | 22 maj 2024 | Enskede IK                     | 1 – 0           | FC Arlanda | Enskede IP                                            |                                                       |
| 19:30 UTC+2 | 19:30 UTC+2 | Vilhelm Åkervall Stenqvist 62′ | (0 – 0) Rapport |            | Stockholm Publik: 324 Domare: Martin Johansson Oberle | Stockholm Publik: 324 Domare: Martin Johansson Oberle |
| 19:30 UTC+2 | 19:30 UTC+2 |                                |                 |            | Stockholm Publik: 324 Domare: Martin Johansson Oberle | Stockholm Publik: 324 Domare: Martin Johansson Oberle |
| 19:30 UTC+2 | 19:30 UTC+2 |                                |                 |            | Stockholm Publik: 324 Domare: Martin Johansson Oberle | Stockholm Publik: 324 Domare: Martin Johansson Oberle |

|             | 29 maj 2024 | IK Franke | 0 – 2           | Täby FK                                   | Råby IP                                     |                                             |
| 19:00 UTC+2 | 19:00 UTC+2 |           | (0 – 0) Rapport | 69′ Léon Sy Birgersson 72′ Leonard Kleist | Västerås Publik: 76 Domare: Henric Karlsson | Västerås Publik: 76 Domare: Henric Karlsson |
| 19:00 UTC+2 | 19:00 UTC+2 |           |                 |                                           | Västerås Publik: 76 Domare: Henric Karlsson | Västerås Publik: 76 Domare: Henric Karlsson |
| 19:00 UTC+2 | 19:00 UTC+2 |           |                 |                                           | Västerås Publik: 76 Domare: Henric Karlsson | Västerås Publik: 76 Domare: Henric Karlsson |

|             | 29 maj 2024 | Styrsö BK | 0 – 5           | FC Trollhättan                                                              | Styrsöplan                               |                                          |
| 19:00 UTC+2 | 19:00 UTC+2 |           | (0 – 4) Rapport | 11′, 42′ Melwin Berg 17′ Yoel Embaye 30′ Filip Sterner 86′ Oscar Lennerskog | Styrsö Publik: 114 Domare: Victor Karimi | Styrsö Publik: 114 Domare: Victor Karimi |
| 19:00 UTC+2 | 19:00 UTC+2 |           |                 |                                                                             | Styrsö Publik: 114 Domare: Victor Karimi | Styrsö Publik: 114 Domare: Victor Karimi |
| 19:00 UTC+2 | 19:00 UTC+2 |           |                 |                                                                             | Styrsö Publik: 114 Domare: Victor Karimi | Styrsö Publik: 114 Domare: Victor Karimi |

|             | 29 maj 2024 | IFK Haninge | 0 – 4           | Stockholm Internazionale                                                    | Torvalla IP                                |                                            |
| 19:30 UTC+2 | 19:30 UTC+2 |             | (0 – 0) Rapport | 50′ Linus Mattsson 79′ William Jan 81′ Jens Stigedahl 90+3′ Cameron Streete | Stockholm Publik: 300 Domare: Joel Wessman | Stockholm Publik: 300 Domare: Joel Wessman |
| 19:30 UTC+2 | 19:30 UTC+2 |             |                 |                                                                             | Stockholm Publik: 300 Domare: Joel Wessman | Stockholm Publik: 300 Domare: Joel Wessman |
| 19:30 UTC+2 | 19:30 UTC+2 |             |                 |                                                                             | Stockholm Publik: 300 Domare: Joel Wessman | Stockholm Publik: 300 Domare: Joel Wessman |

|             | 4 juni 2024 | Landvetter IS | 0 – 4           | Falkenbergs FF                                                             | Landvetter IP                                   |                                                 |
| 19:00 UTC+2 | 19:00 UTC+2 |               | (0 – 2) Rapport | 15′ (sjm.) Tim Sennevi 34′ Nils Bertilsson 81′ Isaac Shears 85′ Remo Grgic | Landvetter Publik: 378 Domare: Abdinaser Bashir | Landvetter Publik: 378 Domare: Abdinaser Bashir |
| 19:00 UTC+2 | 19:00 UTC+2 |               |                 |                                                                            | Landvetter Publik: 378 Domare: Abdinaser Bashir | Landvetter Publik: 378 Domare: Abdinaser Bashir |
| 19:00 UTC+2 | 19:00 UTC+2 |               |                 |                                                                            | Landvetter Publik: 378 Domare: Abdinaser Bashir | Landvetter Publik: 378 Domare: Abdinaser Bashir |

|             | 4 juni 2024 | IF Lödde | 0 – 4           | Ariana FC                                                                              | Tolvans IP                                    |                                               |
| 19:00 UTC+2 | 19:00 UTC+2 |          | (0 – 2) Rapport | 19′ (sjm.) Nils Cedergren 40′ Dino Mesic 89′ Anton Reuterskiöld 90+1′ Umar Kurfi Amadi | Löddeköpinge Publik: 50 Domare: Arianit Abazi | Löddeköpinge Publik: 50 Domare: Arianit Abazi |
| 19:00 UTC+2 | 19:00 UTC+2 |          |                 |                                                                                        | Löddeköpinge Publik: 50 Domare: Arianit Abazi | Löddeköpinge Publik: 50 Domare: Arianit Abazi |
| 19:00 UTC+2 | 19:00 UTC+2 |          |                 |                                                                                        | Löddeköpinge Publik: 50 Domare: Arianit Abazi | Löddeköpinge Publik: 50 Domare: Arianit Abazi |

|             | 5 juni 2024 | Viggbyholms IK                                          | 0000 1 – 1 (e.fl.)         | Karlbergs BK                                                                     | Hägernäs IP                            |                                        |
| 19:00 UTC+2 | 19:00 UTC+2 | Samuel Östlund 48′                                      | (0 – 0) Rapport            | 77′ Ali Khan                                                                     | Täby Publik: 95 Domare: Oscar Forsberg | Täby Publik: 95 Domare: Oscar Forsberg |
| 19:00 UTC+2 | 19:00 UTC+2 |                                                         |                            |                                                                                  | Täby Publik: 95 Domare: Oscar Forsberg | Täby Publik: 95 Domare: Oscar Forsberg |
| 19:00 UTC+2 | 19:00 UTC+2 | Samuel Östlund Otto Levin Calle Ringström Filip Neumann | Straffsparksläggning 2 – 4 | Alexander Bergendahl Kärki Kamil Dawid Dudziak Tiago Silva Sanchez Adrian Hamidi | Täby Publik: 95 Domare: Oscar Forsberg | Täby Publik: 95 Domare: Oscar Forsberg |

|             | 11 juni 2024 | Torslanda IK                             | 2 – 1           | Onsala BK            | Torslandavallen                         |                                         |
| 19:00 UTC+2 | 19:00 UTC+2  | Owen Parker-Price 44′ (str.), 50′ (str.) | (1 – 0) Rapport | 76′ William Berglund | Göteborg Publik: 220 Domare: Jure Sosic | Göteborg Publik: 220 Domare: Jure Sosic |
| 19:00 UTC+2 | 19:00 UTC+2  |                                          |                 |                      | Göteborg Publik: 220 Domare: Jure Sosic | Göteborg Publik: 220 Domare: Jure Sosic |
| 19:00 UTC+2 | 19:00 UTC+2  |                                          |                 |                      | Göteborg Publik: 220 Domare: Jure Sosic | Göteborg Publik: 220 Domare: Jure Sosic |

|             | 11 juni 2024 | Årsunda IF                                 | 2 – 1           | Korsnäs IF         | Årsunda IP                               |                                          |
| 19:30 UTC+2 | 19:30 UTC+2  | Noah Sjöstrand 33′ Cornelis Setterholm 81′ | (1 – 1) Rapport | 40′ Karl Johansson | Årsunda Publik: 176 Domare: Lukas Wallin | Årsunda Publik: 176 Domare: Lukas Wallin |
| 19:30 UTC+2 | 19:30 UTC+2  |                                            |                 |                    | Årsunda Publik: 176 Domare: Lukas Wallin | Årsunda Publik: 176 Domare: Lukas Wallin |
| 19:30 UTC+2 | 19:30 UTC+2  |                                            |                 |                    | Årsunda Publik: 176 Domare: Lukas Wallin | Årsunda Publik: 176 Domare: Lukas Wallin |

|             | 12 juni 2024 | Timmernabbens IF     | 1 – 5           | IFK Berga                                           | Tillingevallen                               |                                              |
| 18:45 UTC+2 | 18:45 UTC+2  | Filip Jägerbrink 44′ | (1 – 1) Rapport | 21′, 89′, 90+2′, 90+4′ Elias Eliassi 50′ Papa Diouf | Timmernabben Publik: 330 Domare: Arian Banda | Timmernabben Publik: 330 Domare: Arian Banda |
| 18:45 UTC+2 | 18:45 UTC+2  |                      |                 |                                                     | Timmernabben Publik: 330 Domare: Arian Banda | Timmernabben Publik: 330 Domare: Arian Banda |
| 18:45 UTC+2 | 18:45 UTC+2  |                      |                 |                                                     | Timmernabben Publik: 330 Domare: Arian Banda | Timmernabben Publik: 330 Domare: Arian Banda |

|             | 17 juni 2024 | Jönköpings BK | 0 – 4           | Smedby AIS                                             | Junebäckens IP                                 |                                                |
| 19:15 UTC+2 | 19:15 UTC+2  |               | (0 – 0) Rapport | 58′, 68′ (str.), 80′ (str.) Simon Cakar 78′ Joel Unger | Jönköping Publik: 30 Domare: Barech Afzal Khan | Jönköping Publik: 30 Domare: Barech Afzal Khan |
| 19:15 UTC+2 | 19:15 UTC+2  |               |                 |                                                        | Jönköping Publik: 30 Domare: Barech Afzal Khan | Jönköping Publik: 30 Domare: Barech Afzal Khan |
| 19:15 UTC+2 | 19:15 UTC+2  |               |                 |                                                        | Jönköping Publik: 30 Domare: Barech Afzal Khan | Jönköping Publik: 30 Domare: Barech Afzal Khan |

|             | 19 juni 2024 | Dalkurd FF        | 1 – 5           | Sollentuna FK                                                                     | Råbergsvallen                                         |                                                       |
| 18:00 UTC+2 | 18:00 UTC+2  | Peshraw Azizi 60′ | (0 – 0) Rapport | 52′ Rinwar Othman 67′ Petter Soelberg 70′, 90+1′ Oscar Sjöstrand 73′ Pascal Simba | Sigtuna Publik: 67 Domare: Meysam Moosavi Ghahfarokhi | Sigtuna Publik: 67 Domare: Meysam Moosavi Ghahfarokhi |
| 18:00 UTC+2 | 18:00 UTC+2  |                   |                 |                                                                                   | Sigtuna Publik: 67 Domare: Meysam Moosavi Ghahfarokhi | Sigtuna Publik: 67 Domare: Meysam Moosavi Ghahfarokhi |
| 18:00 UTC+2 | 18:00 UTC+2  |                   |                 |                                                                                   | Sigtuna Publik: 67 Domare: Meysam Moosavi Ghahfarokhi | Sigtuna Publik: 67 Domare: Meysam Moosavi Ghahfarokhi |

|             | 19 juni 2024 | BK Forward | 0 – 5           | FBK Karlstad                                                   | Trängens IP                          |                                      |
| 19:15 UTC+2 | 19:15 UTC+2  |            | (0 – 3) Rapport | 8′, 21′, 44′ Claes Nyman 68′ Samuel Nielsen 87′ Martin Höglund | Örebro Publik: 66 Domare: Ahmed Abid | Örebro Publik: 66 Domare: Ahmed Abid |
| 19:15 UTC+2 | 19:15 UTC+2  |            |                 |                                                                | Örebro Publik: 66 Domare: Ahmed Abid | Örebro Publik: 66 Domare: Ahmed Abid |
| 19:15 UTC+2 | 19:15 UTC+2  |            |                 |                                                                | Örebro Publik: 66 Domare: Ahmed Abid | Örebro Publik: 66 Domare: Ahmed Abid |

|             | 20 juni 2024 | Huddinge IF                                          | 0000 3 – 2 (e.fl.) | Nacka FC                                    | Källbrinks IP                               |                                             |
| 19:00 UTC+2 | 19:00 UTC+2  | Milo Norrby 21′ David Nyman 90+5′ Ousman Touray 120′ | (1 – 1) Rapport    | 38′ Emad Adel Ali Qasem 47′ Eyasu Alemayehu | Stockholm Publik: 104 Domare: Jonas Jonsson | Stockholm Publik: 104 Domare: Jonas Jonsson |
| 19:00 UTC+2 | 19:00 UTC+2  |                                                      |                    |                                             | Stockholm Publik: 104 Domare: Jonas Jonsson | Stockholm Publik: 104 Domare: Jonas Jonsson |
| 19:00 UTC+2 | 19:00 UTC+2  |                                                      |                    |                                             | Stockholm Publik: 104 Domare: Jonas Jonsson | Stockholm Publik: 104 Domare: Jonas Jonsson |

|             | 20 juni 2024 | Stegeborgs IF                        | 2 – 4           | Nyköpings BIS                                                                 | Häggvallen                                              |                                                         |
| 19:15 UTC+2 | 19:15 UTC+2  | Hampus Lönn 47′ Victor Embretsen 58′ | (0 – 2) Rapport | 24′ Román Tello Olivares 43′ Olle Holmberg 55′ Albin Aljic 89′ Lukas Selander | Söderköping Publik: 324 Domare: Martin Johansson Oberle | Söderköping Publik: 324 Domare: Martin Johansson Oberle |
| 19:15 UTC+2 | 19:15 UTC+2  |                                      |                 |                                                                               | Söderköping Publik: 324 Domare: Martin Johansson Oberle | Söderköping Publik: 324 Domare: Martin Johansson Oberle |
| 19:15 UTC+2 | 19:15 UTC+2  |                                      |                 |                                                                               | Söderköping Publik: 324 Domare: Martin Johansson Oberle | Söderköping Publik: 324 Domare: Martin Johansson Oberle |

|             | 23 juni 2024 | IFK Eskilstuna   | 1 – 2           | IFK Stocksund                       | Tunavallen                                  |                                             |
| 17:00 UTC+2 | 17:00 UTC+2  | Daniel Hanna 56′ | (0 – 1) Rapport | 42′ Noel Wågberg 54′ Marcus Norrman | Eskilstuna Publik: 201 Domare: Teddy Dahlin | Eskilstuna Publik: 201 Domare: Teddy Dahlin |
| 17:00 UTC+2 | 17:00 UTC+2  |                  |                 |                                     | Eskilstuna Publik: 201 Domare: Teddy Dahlin | Eskilstuna Publik: 201 Domare: Teddy Dahlin |
| 17:00 UTC+2 | 17:00 UTC+2  |                  |                 |                                     | Eskilstuna Publik: 201 Domare: Teddy Dahlin | Eskilstuna Publik: 201 Domare: Teddy Dahlin |

|             | 25 juni 2024 | FC Gute              | 0000 2 – 1 (e.fl.) | Vasalunds IF                   | Gutavallen                               |                                          |
| 15:00 UTC+2 | 15:00 UTC+2  | Emil Hodin 82′, 108′ | (0 – 1) Rapport    | 22′ Alexander Chamorro Duranic | Visby Publik: 210 Domare: Oscar Forsberg | Visby Publik: 210 Domare: Oscar Forsberg |
| 15:00 UTC+2 | 15:00 UTC+2  |                      |                    |                                | Visby Publik: 210 Domare: Oscar Forsberg | Visby Publik: 210 Domare: Oscar Forsberg |
| 15:00 UTC+2 | 15:00 UTC+2  |                      |                    |                                | Visby Publik: 210 Domare: Oscar Forsberg | Visby Publik: 210 Domare: Oscar Forsberg |

|             | 25 juni 2024 | Sunnersta AIF | 0 – 2           | FC Järfälla                 | Sunnersta IP                              |                                           |
| 19:00 UTC+2 | 19:00 UTC+2  |               | (0 – 1) Rapport | 27′ Adam Würtz 90+2′ (sjm.) | Uppsala Publik: 89 Domare: Hannes Persson | Uppsala Publik: 89 Domare: Hannes Persson |
| 19:00 UTC+2 | 19:00 UTC+2  |               |                 |                             | Uppsala Publik: 89 Domare: Hannes Persson | Uppsala Publik: 89 Domare: Hannes Persson |
| 19:00 UTC+2 | 19:00 UTC+2  |               |                 |                             | Uppsala Publik: 89 Domare: Hannes Persson | Uppsala Publik: 89 Domare: Hannes Persson |

|             | 25 juni 2024 | IF Haga                                                                    | 0000 2 – 2 (e.fl.)         | Borens IK                                                       | Strömsbergsvallen                              |                                                |
| 19:00 UTC+2 | 19:00 UTC+2  | Simon Andersson 17′ Gentonis Gjikokaj 23′                                  | Rapport                    | 57′, 84′ Måns Lindman                                           | Jönköping Publik: 82 Domare: Barech Afzal Khan | Jönköping Publik: 82 Domare: Barech Afzal Khan |
| 19:00 UTC+2 | 19:00 UTC+2  |                                                                            |                            |                                                                 | Jönköping Publik: 82 Domare: Barech Afzal Khan | Jönköping Publik: 82 Domare: Barech Afzal Khan |
| 19:00 UTC+2 | 19:00 UTC+2  | Simon Andersson Tobias Simmeborn Carlos Malki Yves Nkuru Gentonis Gjikokaj | Straffsparksläggning 4 – 3 | Edon Silka Måns Lindman Roberto Vranjes Renato Rako Davor Jelic | Jönköping Publik: 82 Domare: Barech Afzal Khan | Jönköping Publik: 82 Domare: Barech Afzal Khan |

|             | 25 juni 2024 | Herrestads AIF   | 1 – 0           | Vänersborgs IF | Undavallen                           |                                      |
| 19:00 UTC+2 | 19:00 UTC+2  | Filip Schöön 21′ | (1 – 0) Rapport |                | Uddevalla Domare: Stefan Fredriksson | Uddevalla Domare: Stefan Fredriksson |
| 19:00 UTC+2 | 19:00 UTC+2  |                  |                 |                | Uddevalla Domare: Stefan Fredriksson | Uddevalla Domare: Stefan Fredriksson |
| 19:00 UTC+2 | 19:00 UTC+2  |                  |                 |                | Uddevalla Domare: Stefan Fredriksson | Uddevalla Domare: Stefan Fredriksson |

|             | 25 juni 2024 | IK Zenith | 0 – 3           | Tvååkers IF                   | Hovgårdsvallen                              |                                             |
| 19:00 UTC+2 | 19:00 UTC+2  |           | (0 – 2) Rapport | 2′, 39′, 72′ Adam Söndergaard | Göteborg Publik: 137 Domare: Bartek Svaberg | Göteborg Publik: 137 Domare: Bartek Svaberg |
| 19:00 UTC+2 | 19:00 UTC+2  |           |                 |                               | Göteborg Publik: 137 Domare: Bartek Svaberg | Göteborg Publik: 137 Domare: Bartek Svaberg |
| 19:00 UTC+2 | 19:00 UTC+2  |           |                 |                               | Göteborg Publik: 137 Domare: Bartek Svaberg | Göteborg Publik: 137 Domare: Bartek Svaberg |

|             | 25 juni 2024 | Kristianopels GoIF | 1 – 3           | IFK Hässleholm                                         | Fågelmara IP                              |                                           |
| 19:00 UTC+2 | 19:00 UTC+2  | Johan Axelsson 84′ | (0 – 2) Rapport | 26′ Jan Al Salo 29′ Kasper Månsson 90+2′ Linus Roslund | Fågelmara Publik: 103 Domare: Robin Öberg | Fågelmara Publik: 103 Domare: Robin Öberg |
| 19:00 UTC+2 | 19:00 UTC+2  |                    |                 |                                                        | Fågelmara Publik: 103 Domare: Robin Öberg | Fågelmara Publik: 103 Domare: Robin Öberg |
| 19:00 UTC+2 | 19:00 UTC+2  |                    |                 |                                                        | Fågelmara Publik: 103 Domare: Robin Öberg | Fågelmara Publik: 103 Domare: Robin Öberg |

|             | 26 juni 2024 | Skellefteå FF   | 1 – 2           | Piteå IF                               | O'Learys Arena                               |                                              |
| 19:00 UTC+2 | 19:00 UTC+2  | Henrik Lööf 74′ | (0 – 2) Rapport | 20′ Joel Carlsson 35′ Kalebo Wimbabazi | Skellefteå Publik: 243 Domare: Oskar Nilsson | Skellefteå Publik: 243 Domare: Oskar Nilsson |
| 19:00 UTC+2 | 19:00 UTC+2  |                 |                 |                                        | Skellefteå Publik: 243 Domare: Oskar Nilsson | Skellefteå Publik: 243 Domare: Oskar Nilsson |
| 19:00 UTC+2 | 19:00 UTC+2  |                 |                 |                                        | Skellefteå Publik: 243 Domare: Oskar Nilsson | Skellefteå Publik: 243 Domare: Oskar Nilsson |

|             | 26 juni 2024 | IFK Östersund    | 1 – 0           | Hudiksvalls FF | Jämtkraft Arena                            |                                            |
| 19:30 UTC+2 | 19:30 UTC+2  | Sami Talsi 45+1′ | (1 – 0) Rapport |                | Östersund Publik: 103 Domare: Håkan Modigh | Östersund Publik: 103 Domare: Håkan Modigh |
| 19:30 UTC+2 | 19:30 UTC+2  |                  |                 |                | Östersund Publik: 103 Domare: Håkan Modigh | Östersund Publik: 103 Domare: Håkan Modigh |
| 19:30 UTC+2 | 19:30 UTC+2  |                  |                 |                | Östersund Publik: 103 Domare: Håkan Modigh | Östersund Publik: 103 Domare: Håkan Modigh |

|             | 2 juli 2024 | Kubikensborgs IF                                     | 3 – 2           | Gottne IF                  | Kubikenborgs IP                             |                                             |
| 19:00 UTC+2 | 19:00 UTC+2 | Linus Hallenius 32′, 57′ William Rutenius Östman 42′ | (2 – 0) Rapport | 50′, 64′ Alexander Callsen | Sundsvall Publik: 315 Domare: Robert Ahlman | Sundsvall Publik: 315 Domare: Robert Ahlman |
| 19:00 UTC+2 | 19:00 UTC+2 |                                                      |                 |                            | Sundsvall Publik: 315 Domare: Robert Ahlman | Sundsvall Publik: 315 Domare: Robert Ahlman |
| 19:00 UTC+2 | 19:00 UTC+2 |                                                      |                 |                            | Sundsvall Publik: 315 Domare: Robert Ahlman | Sundsvall Publik: 315 Domare: Robert Ahlman |

|             | 2 juli 2024 | Ängelholms FF                                  | 2 – 0           | Torns IF | Ängelholms IP                                |                                              |
| 19:00 UTC+2 | 19:00 UTC+2 | Jan Jacobsson 74′ (sjm.) Johan Gudmundsson 76′ | (0 – 0) Rapport |          | Ängelholm Publik: 325 Domare: Ahmed Al-Kodri | Ängelholm Publik: 325 Domare: Ahmed Al-Kodri |
| 19:00 UTC+2 | 19:00 UTC+2 |                                                |                 |          | Ängelholm Publik: 325 Domare: Ahmed Al-Kodri | Ängelholm Publik: 325 Domare: Ahmed Al-Kodri |
| 19:00 UTC+2 | 19:00 UTC+2 |                                                |                 |          | Ängelholm Publik: 325 Domare: Ahmed Al-Kodri | Ängelholm Publik: 325 Domare: Ahmed Al-Kodri |

|             | 3 juli 2024 | Götaholms BK                                            | 3 – 2           | IK Gauthiod                          | Gamlestadsvallen                              |                                               |
| 19:00 UTC+2 | 19:00 UTC+2 | Lewend Delewi 8′ Abdulahi Hussein 50′ Haris Heremic 84′ | (1 – 2) Rapport | 35′ Erik Forsblad 43′ William Jensen | Göteborg Publik: 153 Domare: Soroush Mahmoudi | Göteborg Publik: 153 Domare: Soroush Mahmoudi |
| 19:00 UTC+2 | 19:00 UTC+2 |                                                         |                 |                                      | Göteborg Publik: 153 Domare: Soroush Mahmoudi | Göteborg Publik: 153 Domare: Soroush Mahmoudi |
| 19:00 UTC+2 | 19:00 UTC+2 |                                                         |                 |                                      | Göteborg Publik: 153 Domare: Soroush Mahmoudi | Göteborg Publik: 153 Domare: Soroush Mahmoudi |

|             | 4 juli 2024 | Brålanda IF                                | 2 – 4           | IF Karlstad                                                                       | Sörbyvallen                                |                                            |
| 19:00 UTC+2 | 19:00 UTC+2 | Filip Nilsson 72′ Hampus Hansen 84′ (str.) | (0 – 2) Rapport | 22′, 69′ (str.) Moustafa Benshi 45′ José Segura Bonilla 63′ Filip Johansson Bahar | Brålanda Publik: 285 Domare: Martin Thorén | Brålanda Publik: 285 Domare: Martin Thorén |
| 19:00 UTC+2 | 19:00 UTC+2 |                                            |                 |                                                                                   | Brålanda Publik: 285 Domare: Martin Thorén | Brålanda Publik: 285 Domare: Martin Thorén |
| 19:00 UTC+2 | 19:00 UTC+2 |                                            |                 |                                                                                   | Brålanda Publik: 285 Domare: Martin Thorén | Brålanda Publik: 285 Domare: Martin Thorén |

## Omgång 2

### Sammanfattning
| Andra omgången – 64 deltagande klubblag | Andra omgången – 64 deltagande klubblag | Andra omgången – 64 deltagande klubblag |
| --------------------------------------- | --------------------------------------- | --------------------------------------- |
| Lag 1                                   | Resultat                                | Lag 2                                   |
| Sollentuna FK                           | 0–2                                     | Örebro SK                               |
| FC Gute                                 | 1–3                                     | Västerås SK                             |
| Tvååkers IF                             | 1–3                                     | Trelleborgs FF                          |
| Stockholm Internazionale                | 1–0                                     | GIF Sundsvall                           |
| Årsunda IF                              | 0–5                                     | Skövde AIK                              |
| IF Karlstad                             | 1–3                                     | IK Sirius                               |
| Jönköpings Södra IF                     | 1–2                                     | IFK Värnamo                             |
| Ängelholms FF                           | 0–4                                     | Kalmar FF                               |
| Herrestads AIF                          | 0–2                                     | Helsingborgs IF                         |
| Nyköpings BIS                           | 1–4                                     | Degerfors IF                            |
| FBK Karlstad                            | 2–3                                     | Sandvikens IF                           |
| Karlbergs BK                            | 00002–1 (e.f.)                          | Östersunds FK                           |
| Götaholms BK                            | 1–3                                     | Östers IF                               |
| Kubikensborgs IF                        | 1–7                                     | AIK                                     |
| IFK Östersund                           | 0–5                                     | IF Brommapojkarna                       |
| Piteå IF                                | 1–3                                     | IFK Norrköping                          |
| IFK Berga                               | 1–2                                     | Örgryte IS                              |
| Smedby AIS                              | 1–2                                     | Utsiktens BK                            |
| FC Trollhättan                          | 2–4                                     | Gais                                    |
| IF Haga                                 | 0–2                                     | Halmstads BK                            |
| IFK Hässleholm                          | 1–5                                     | Mjällby AIF                             |
| IFK Simrishamn                          | 1–3                                     | Varbergs BoIS                           |
| Huddinge IF                             | 0–1                                     | Gefle IF                                |
| Enskede IK                              | 00001–2 (e.f.)                          | IK Brage                                |
| Täby FK                                 | 0–2                                     | IK Oddevold                             |
| Falkenbergs FF                          | 0–2                                     | Landskrona BoIS                         |
| Ariana FC                               | 0–2                                     | IFK Göteborg                            |
| IFK Stocksund                           | 1–6                                     | Hammarby IF                             |
| IK Tord                                 | 1–2                                     | BK Häcken                               |
| FC Järfälla                             | 1–6                                     | Djurgårdens IF                          |
| Eskilsminne IF                          | 0–5                                     | IF Elfsborg                             |
| Malmö FF                                | 00005–2 (e.f.)                          | Torslanda IK                            |

### Matcher
|             | 20 augusti 2024 | Sollentuna FK | 0 – 2           | Örebro SK                     | Sollentunavallen                                                  |                                                                   |
| 18:00 UTC+2 | 18:00 UTC+2     |               | (0 – 2) Rapport | 7′ Samuel Kroon 9′ Oskar Käck | Upplands Väsby och Sollentuna Publik: 520 Domare: Marcus Holmberg | Upplands Väsby och Sollentuna Publik: 520 Domare: Marcus Holmberg |
| 18:00 UTC+2 | 18:00 UTC+2     |               |                 |                               | Upplands Väsby och Sollentuna Publik: 520 Domare: Marcus Holmberg | Upplands Väsby och Sollentuna Publik: 520 Domare: Marcus Holmberg |
| 18:00 UTC+2 | 18:00 UTC+2     |               |                 |                               | Upplands Väsby och Sollentuna Publik: 520 Domare: Marcus Holmberg | Upplands Väsby och Sollentuna Publik: 520 Domare: Marcus Holmberg |

|             | 20 augusti 2024 | FC Gute        | 1 – 3           | Västerås SK                                                     | Gutavallen                                  |                                             |
| 18:00 UTC+2 | 18:00 UTC+2     | Emil Hodin 67′ | (0 – 1) Rapport | 17′ Ibrahim Diabate 48′ Pedro Ribeiro 79′ Leonardo Caspari Bark | Visby Publik: 1 310 Domare: Jasin Holmegren | Visby Publik: 1 310 Domare: Jasin Holmegren |
| 18:00 UTC+2 | 18:00 UTC+2     |                |                 |                                                                 | Visby Publik: 1 310 Domare: Jasin Holmegren | Visby Publik: 1 310 Domare: Jasin Holmegren |
| 18:00 UTC+2 | 18:00 UTC+2     |                |                 |                                                                 | Visby Publik: 1 310 Domare: Jasin Holmegren | Visby Publik: 1 310 Domare: Jasin Holmegren |

|             | 20 augusti 2024 | Tvååkers IF       | 1 – 3           | Trelleborgs FF                                           | Övrevi IP                                    |                                              |
| 18:00 UTC+2 | 18:00 UTC+2     | Lukas Paulsén 62′ | (0 – 2) Rapport | 11′ Filip Bohman 23′ Fritiof Björkén 58′ Emmanuel Godwin | Varberg Publik: 301 Domare: Granit Maqedonci | Varberg Publik: 301 Domare: Granit Maqedonci |
| 18:00 UTC+2 | 18:00 UTC+2     |                   |                 |                                                          | Varberg Publik: 301 Domare: Granit Maqedonci | Varberg Publik: 301 Domare: Granit Maqedonci |
| 18:00 UTC+2 | 18:00 UTC+2     |                   |                 |                                                          | Varberg Publik: 301 Domare: Granit Maqedonci | Varberg Publik: 301 Domare: Granit Maqedonci |

|             | 20 augusti 2024 | Stockholm Internazionale | 1 – 0           | GIF Sundsvall | Hammarby IP                                |                                            |
| 18:30 UTC+2 | 18:30 UTC+2     | William Jan 23′          | (1 – 0) Rapport |               | Stockholm Publik: 882 Domare: Rambod Beigi | Stockholm Publik: 882 Domare: Rambod Beigi |
| 18:30 UTC+2 | 18:30 UTC+2     |                          |                 |               | Stockholm Publik: 882 Domare: Rambod Beigi | Stockholm Publik: 882 Domare: Rambod Beigi |
| 18:30 UTC+2 | 18:30 UTC+2     |                          |                 |               | Stockholm Publik: 882 Domare: Rambod Beigi | Stockholm Publik: 882 Domare: Rambod Beigi |

|             | 20 augusti 2024 | Årsunda IF | 0 – 5           | Skövde AIK                                                                             | Årsunda IP                              |                                         |
| 18:30 UTC+2 | 18:30 UTC+2     |            | (0 – 1) Rapport | 39′ Sargon Abraham 56′ Shergo Shhab 60′, 62′ Emil Skillermo 89′ (str.) Stefan Ljubicic | Årsunda Publik: 353 Domare: Adli Assali | Årsunda Publik: 353 Domare: Adli Assali |
| 18:30 UTC+2 | 18:30 UTC+2     |            |                 |                                                                                        | Årsunda Publik: 353 Domare: Adli Assali | Årsunda Publik: 353 Domare: Adli Assali |
| 18:30 UTC+2 | 18:30 UTC+2     |            |                 |                                                                                        | Årsunda Publik: 353 Domare: Adli Assali | Årsunda Publik: 353 Domare: Adli Assali |

|             | 20 augusti 2024 | IF Karlstad         | 1 – 3           | IK Sirius                                                             | Sola Arena                                             |                                                        |
| 18:30 UTC+2 | 18:30 UTC+2     | Moustafa Benshi 82′ | (0 – 1) Rapport | 43′ (sjm.) Elliot Nilsson King 57′ Yousef Salech 70′ Henrik Castegren | Karlstad Publik: 1 731 Domare: Andreas Dufva-Johansson | Karlstad Publik: 1 731 Domare: Andreas Dufva-Johansson |
| 18:30 UTC+2 | 18:30 UTC+2     |                     |                 |                                                                       | Karlstad Publik: 1 731 Domare: Andreas Dufva-Johansson | Karlstad Publik: 1 731 Domare: Andreas Dufva-Johansson |
| 18:30 UTC+2 | 18:30 UTC+2     |                     |                 |                                                                       | Karlstad Publik: 1 731 Domare: Andreas Dufva-Johansson | Karlstad Publik: 1 731 Domare: Andreas Dufva-Johansson |

|             | 20 augusti 2024 | Jönköpings Södra IF    | 1 – 2           | IFK Värnamo                                      | Stadsparksvallen                                 |                                                  |
| 18:30 UTC+2 | 18:30 UTC+2     | Daniel Strandsäter 73′ | (0 – 0) Rapport | 76′ Joel Voelkerling Persson 86′ Ajdin Zeljkovic | Jönköping Publik: 1 796 Domare: Jovan Krsmanovic | Jönköping Publik: 1 796 Domare: Jovan Krsmanovic |
| 18:30 UTC+2 | 18:30 UTC+2     |                        |                 |                                                  | Jönköping Publik: 1 796 Domare: Jovan Krsmanovic | Jönköping Publik: 1 796 Domare: Jovan Krsmanovic |
| 18:30 UTC+2 | 18:30 UTC+2     |                        |                 |                                                  | Jönköping Publik: 1 796 Domare: Jovan Krsmanovic | Jönköping Publik: 1 796 Domare: Jovan Krsmanovic |

|             | 20 augusti 2024 | Ängelholms FF | 0 – 4           | Kalmar FF                                                                             | Ängelholms IP                               |                                             |
| 18:30 UTC+2 | 18:30 UTC+2     |               | (0 – 0) Rapport | 54′ Saku Ylätupa 57′ Abdussalam Magashy 87′ Jonathan Ring 90+4′ (str.) Dino Islamovic | Ängelholm Publik: 601 Domare: Oscar Johnson | Ängelholm Publik: 601 Domare: Oscar Johnson |
| 18:30 UTC+2 | 18:30 UTC+2     |               |                 |                                                                                       | Ängelholm Publik: 601 Domare: Oscar Johnson | Ängelholm Publik: 601 Domare: Oscar Johnson |
| 18:30 UTC+2 | 18:30 UTC+2     |               |                 |                                                                                       | Ängelholm Publik: 601 Domare: Oscar Johnson | Ängelholm Publik: 601 Domare: Oscar Johnson |

|             | 20 augusti 2024 | Herrestads AIF | 0 – 2           | Helsingborgs IF                                | Rimnersvallen                                  |                                                |
| 18:30 UTC+2 | 18:30 UTC+2     |                | (0 – 1) Rapport | 12′ Chisom Chika Chidi 90+4′ Taylor Silverholt | Uddevalla Publik: 1 023 Domare: Joakim Östling | Uddevalla Publik: 1 023 Domare: Joakim Östling |
| 18:30 UTC+2 | 18:30 UTC+2     |                |                 |                                                | Uddevalla Publik: 1 023 Domare: Joakim Östling | Uddevalla Publik: 1 023 Domare: Joakim Östling |
| 18:30 UTC+2 | 18:30 UTC+2     |                |                 |                                                | Uddevalla Publik: 1 023 Domare: Joakim Östling | Uddevalla Publik: 1 023 Domare: Joakim Östling |

|             | 21 augusti 2024 | Nyköpings BIS      | 1 – 4           | Degerfors IF                                                                 | Rosvalla IP                              |                                          |
| 17:00 UTC+2 | 17:00 UTC+2     | Enis Ahmetovic 51′ | (0 – 3) Rapport | 16′ Elias Pihlström 21′ Dijan Vukojevic 33′ Teo Grönborg 59′ Gustav Lindgren | Nyköping Publik: 425 Domare: Victor Wolf | Nyköping Publik: 425 Domare: Victor Wolf |
| 17:00 UTC+2 | 17:00 UTC+2     |                    |                 |                                                                              | Nyköping Publik: 425 Domare: Victor Wolf | Nyköping Publik: 425 Domare: Victor Wolf |
| 17:00 UTC+2 | 17:00 UTC+2     |                    |                 |                                                                              | Nyköping Publik: 425 Domare: Victor Wolf | Nyköping Publik: 425 Domare: Victor Wolf |

|             | 21 augusti 2024 | FBK Karlstad                             | 2 – 3           | Sandvikens IF                                                        | Örsholmens IP                                |                                              |
| 17:30 UTC+2 | 17:30 UTC+2     | Mikael Harbosen Haga 10′ Agon Beqiri 54′ | (1 – 2) Rapport | 20′ Ludwig Malachowski Thorell 27′ Oscar Sjöstrand 78′ Emil Engqvist | Karlstad Publik: 400 Domare: Richard Sundell | Karlstad Publik: 400 Domare: Richard Sundell |
| 17:30 UTC+2 | 17:30 UTC+2     |                                          |                 |                                                                      | Karlstad Publik: 400 Domare: Richard Sundell | Karlstad Publik: 400 Domare: Richard Sundell |
| 17:30 UTC+2 | 17:30 UTC+2     |                                          |                 |                                                                      | Karlstad Publik: 400 Domare: Richard Sundell | Karlstad Publik: 400 Domare: Richard Sundell |

|             | 21 augusti 2024 | Karlbergs BK                           | 0000 2 – 1 (e.fl.) | Östersunds FK         | Stadshagens IP                                  |                                                 |
| 18:00 UTC+2 | 18:00 UTC+2     | Miguel Sandberg 22′ Kamil Dudziak 102′ | (1 – 0) Rapport    | 90+3′ Chrisnovic N'sa | Stockholm Publik: 142 Domare: Mohammed Al-Hakim | Stockholm Publik: 142 Domare: Mohammed Al-Hakim |
| 18:00 UTC+2 | 18:00 UTC+2     |                                        |                    |                       | Stockholm Publik: 142 Domare: Mohammed Al-Hakim | Stockholm Publik: 142 Domare: Mohammed Al-Hakim |
| 18:00 UTC+2 | 18:00 UTC+2     |                                        |                    |                       | Stockholm Publik: 142 Domare: Mohammed Al-Hakim | Stockholm Publik: 142 Domare: Mohammed Al-Hakim |

|             | 21 augusti 2024 | Götaholms BK         | 1 – 3           | Östers IF                                                    | Gamlestadsvallen                         |                                          |
| 18:00 UTC+2 | 18:00 UTC+2     | Abdulahi Hussein 42′ | (1 – 0) Rapport | 58′ Ivan Kricak 85′ (str.) Alibek Aliev 90+5′ Vladimir Rodić | Göteborg Publik: 408 Domare: Max Persson | Göteborg Publik: 408 Domare: Max Persson |
| 18:00 UTC+2 | 18:00 UTC+2     |                      |                 |                                                              | Göteborg Publik: 408 Domare: Max Persson | Göteborg Publik: 408 Domare: Max Persson |
| 18:00 UTC+2 | 18:00 UTC+2     |                      |                 |                                                              | Göteborg Publik: 408 Domare: Max Persson | Göteborg Publik: 408 Domare: Max Persson |

|             | 21 augusti 2024 | Kubikenborgs IF     | 1 – 7           | AIK | NP3 Arena                                     |                                               |
| 18:30 UTC+2 | 18:30 UTC+2     | Linus Hallenius 55′ | (0 – 5) Rapport | 3′ Anton Salétros 11′ John Guidetti 31′, 63′ Omar Faraj 41′ Mads Døhr Thychosen 45′ Axel Björnström 58′ Eskil Edh | Sundsvall Publik: 7 410 Domare: Erik Mattsson | Sundsvall Publik: 7 410 Domare: Erik Mattsson |
| 18:30 UTC+2 | 18:30 UTC+2     |                     |                 | | Sundsvall Publik: 7 410 Domare: Erik Mattsson | Sundsvall Publik: 7 410 Domare: Erik Mattsson |
| 18:30 UTC+2 | 18:30 UTC+2     |                     |                 | | Sundsvall Publik: 7 410 Domare: Erik Mattsson | Sundsvall Publik: 7 410 Domare: Erik Mattsson |

|             | 21 augusti 2024 | IFK Östersund | 0 – 5           | IF Brommapojkarna                                                                         | Jämtkraft Arena                            |                                            |
| 18:30 UTC+2 | 18:30 UTC+2     |               | (0 – 2) Rapport | 12′ Daleho Irandust 43′, 54′ Evans Botchway 62′ Hlynur Freyr Karlsson 76′ Ludvig Fritzson | Östersund Publik: 921 Domare: Håkan Modigh | Östersund Publik: 921 Domare: Håkan Modigh |
| 18:30 UTC+2 | 18:30 UTC+2     |               |                 |                                                                                           | Östersund Publik: 921 Domare: Håkan Modigh | Östersund Publik: 921 Domare: Håkan Modigh |
| 18:30 UTC+2 | 18:30 UTC+2     |               |                 |                                                                                           | Östersund Publik: 921 Domare: Håkan Modigh | Östersund Publik: 921 Domare: Håkan Modigh |

|             | 21 augusti 2024 | Piteå IF             | 1 – 3           | IFK Norrköping                              | LF Arena                                    |                                             |
| 18:30 UTC+2 | 18:30 UTC+2     | Jonathan Lundbäck 9′ | (1 – 2) Rapport | 24′ (sjm.) Dean Solomons 43′, 71′ Tim Prica | Piteå Publik: 1 123 Domare: Pontus Olofsson | Piteå Publik: 1 123 Domare: Pontus Olofsson |
| 18:30 UTC+2 | 18:30 UTC+2     |                      |                 |                                             | Piteå Publik: 1 123 Domare: Pontus Olofsson | Piteå Publik: 1 123 Domare: Pontus Olofsson |
| 18:30 UTC+2 | 18:30 UTC+2     |                      |                 |                                             | Piteå Publik: 1 123 Domare: Pontus Olofsson | Piteå Publik: 1 123 Domare: Pontus Olofsson |

|             | 21 augusti 2024 | IFK Berga                 | 1 – 2           | Örgryte IS                              | Bergavik IP                             |                                         |
| 18:30 UTC+2 | 18:30 UTC+2     | Abdoulaye Faye 18′ (sjm.) | (1 – 1) Rapport | 39′ Viktor Lundberg 90+4′ Månz Karlsson | Kalmar Publik: 350 Domare: Rinon Hasani | Kalmar Publik: 350 Domare: Rinon Hasani |
| 18:30 UTC+2 | 18:30 UTC+2     |                           |                 |                                         | Kalmar Publik: 350 Domare: Rinon Hasani | Kalmar Publik: 350 Domare: Rinon Hasani |
| 18:30 UTC+2 | 18:30 UTC+2     |                           |                 |                                         | Kalmar Publik: 350 Domare: Rinon Hasani | Kalmar Publik: 350 Domare: Rinon Hasani |

|             | 21 augusti 2024 | Smedby AIS               | 1 – 2           | Utsiktens BK                  | Prezero Arena                                   |                                                 |
| 18:30 UTC+2 | 18:30 UTC+2     | John Onoseke-Longadi 83′ | (0 – 1) Rapport | 27′ Lucas Lima 72′ Robin Book | Norrköping Publik: 124 Domare: George Jansizian | Norrköping Publik: 124 Domare: George Jansizian |
| 18:30 UTC+2 | 18:30 UTC+2     |                          |                 |                               | Norrköping Publik: 124 Domare: George Jansizian | Norrköping Publik: 124 Domare: George Jansizian |
| 18:30 UTC+2 | 18:30 UTC+2     |                          |                 |                               | Norrköping Publik: 124 Domare: George Jansizian | Norrköping Publik: 124 Domare: George Jansizian |

|             | 21 augusti 2024 | FC Trollhättan                       | 2 – 4           | Gais                                                          | Edsborgs IP                                      |                                                  |
| 18:30 UTC+2 | 18:30 UTC+2     | Cihan Sener 6′ Kevin Liimatainen 19′ | (2 – 4) Rapport | 11′, 15′ Edvin Becirovic 26′ Lucas Hedlund 37′ Jonas Lindberg | Trollhättan Publik: 1 444 Domare: Fredrik Oppong | Trollhättan Publik: 1 444 Domare: Fredrik Oppong |
| 18:30 UTC+2 | 18:30 UTC+2     |                                      |                 |                                                               | Trollhättan Publik: 1 444 Domare: Fredrik Oppong | Trollhättan Publik: 1 444 Domare: Fredrik Oppong |
| 18:30 UTC+2 | 18:30 UTC+2     |                                      |                 |                                                               | Trollhättan Publik: 1 444 Domare: Fredrik Oppong | Trollhättan Publik: 1 444 Domare: Fredrik Oppong |

|             | 21 augusti 2024 | IF Haga | 0 – 2           | Halmstads BK                                    | Stadsparksvallen                              |                                               |
| 18:30 UTC+2 | 18:30 UTC+2     |         | (0 – 2) Rapport | 21′ Rasmus Wiedesheim-Paul 39′ Gisli Eyjólfsson | Jönköping Publik: 480 Domare: Magnus Lindgren | Jönköping Publik: 480 Domare: Magnus Lindgren |
| 18:30 UTC+2 | 18:30 UTC+2     |         |                 |                                                 | Jönköping Publik: 480 Domare: Magnus Lindgren | Jönköping Publik: 480 Domare: Magnus Lindgren |
| 18:30 UTC+2 | 18:30 UTC+2     |         |                 |                                                 | Jönköping Publik: 480 Domare: Magnus Lindgren | Jönköping Publik: 480 Domare: Magnus Lindgren |

|             | 21 augusti 2024 | IFK Hässleholm         | 1 – 5           | Mjällby AIF                                                                      | Österås IP                                    |                                               |
| 18:30 UTC+2 | 18:30 UTC+2     | Alexander Sjöström 20′ | (1 – 2) Rapport | 4′, 53′ Alexander Johansson 31′ Elliot Stroud 58′ Abdoulie Manneh 74′ Imam Jagne | Hässleholm Publik: 1 080 Domare: Adi Aganovic | Hässleholm Publik: 1 080 Domare: Adi Aganovic |
| 18:30 UTC+2 | 18:30 UTC+2     |                        |                 |                                                                                  | Hässleholm Publik: 1 080 Domare: Adi Aganovic | Hässleholm Publik: 1 080 Domare: Adi Aganovic |
| 18:30 UTC+2 | 18:30 UTC+2     |                        |                 |                                                                                  | Hässleholm Publik: 1 080 Domare: Adi Aganovic | Hässleholm Publik: 1 080 Domare: Adi Aganovic |

|             | 22 augusti 2024 | IFK Simrishamn      | 1 – 3           | Varbergs BoIS                                               | Korsavads IC                                       |                                                    |
| 17:00 UTC+2 | 17:00 UTC+2     | Fredrik Hansson 90′ | (0 – 3) Rapport | 10′ Gustav Broman 28′ Azeez Temitope Yusuf 36′ Aulon Bitiqi | Simrishamn Publik: 189 Domare: Kristoffer Karlsson | Simrishamn Publik: 189 Domare: Kristoffer Karlsson |
| 17:00 UTC+2 | 17:00 UTC+2     |                     |                 |                                                             | Simrishamn Publik: 189 Domare: Kristoffer Karlsson | Simrishamn Publik: 189 Domare: Kristoffer Karlsson |
| 17:00 UTC+2 | 17:00 UTC+2     |                     |                 |                                                             | Simrishamn Publik: 189 Domare: Kristoffer Karlsson | Simrishamn Publik: 189 Domare: Kristoffer Karlsson |

|             | 22 augusti 2024 | Huddinge IF | 0 – 1           | Gefle IF             | Källbrinks IP                               |                                             |
| 18:30 UTC+2 | 18:30 UTC+2     |             | (0 – 0) Rapport | 70′ Jesper Adolfsson | Stockholm Publik: 395 Domare: Jasmin Svraka | Stockholm Publik: 395 Domare: Jasmin Svraka |
| 18:30 UTC+2 | 18:30 UTC+2     |             |                 |                      | Stockholm Publik: 395 Domare: Jasmin Svraka | Stockholm Publik: 395 Domare: Jasmin Svraka |
| 18:30 UTC+2 | 18:30 UTC+2     |             |                 |                      | Stockholm Publik: 395 Domare: Jasmin Svraka | Stockholm Publik: 395 Domare: Jasmin Svraka |

|             | 22 augusti 2024 | Enskede IK           | 0000 1 – 2 (e.fl.) | IK Brage                        | Enskede IP                                 |                                            |
| 18:30 UTC+2 | 18:30 UTC+2     | Ljeutrim Makolli 14′ | (1 – 0) Rapport    | 72′ (str.), 110′ Ieltsin Camões | Stockholm Publik: 400 Domare: Joel Wessman | Stockholm Publik: 400 Domare: Joel Wessman |
| 18:30 UTC+2 | 18:30 UTC+2     |                      |                    |                                 | Stockholm Publik: 400 Domare: Joel Wessman | Stockholm Publik: 400 Domare: Joel Wessman |
| 18:30 UTC+2 | 18:30 UTC+2     |                      |                    |                                 | Stockholm Publik: 400 Domare: Joel Wessman | Stockholm Publik: 400 Domare: Joel Wessman |

|             | 22 augusti 2024 | Täby FK | 0 – 2           | IK Oddevold                               | Tibblevallen                          |                                       |
| 18:30 UTC+2 | 18:30 UTC+2     |         | (0 – 0) Rapport | 57′ Viktor Krüger 83′ Adam Engelbrektsson | Täby Publik: 222 Domare: Teddy Dahlin | Täby Publik: 222 Domare: Teddy Dahlin |
| 18:30 UTC+2 | 18:30 UTC+2     |         |                 |                                           | Täby Publik: 222 Domare: Teddy Dahlin | Täby Publik: 222 Domare: Teddy Dahlin |
| 18:30 UTC+2 | 18:30 UTC+2     |         |                 |                                           | Täby Publik: 222 Domare: Teddy Dahlin | Täby Publik: 222 Domare: Teddy Dahlin |

|             | 22 augusti 2024 | Falkenbergs FF | 0 – 2           | Landskrona BoIS                    | Falcon Alkoholfri Arena                       |                                               |
| 18:30 UTC+2 | 18:30 UTC+2     |                | (0 – 0) Rapport | 64′ Edi Sylisufaj 68′ Jesper Strid | Falkenberg Publik: 525 Domare: Fredrik Klitte | Falkenberg Publik: 525 Domare: Fredrik Klitte |
| 18:30 UTC+2 | 18:30 UTC+2     |                |                 |                                    | Falkenberg Publik: 525 Domare: Fredrik Klitte | Falkenberg Publik: 525 Domare: Fredrik Klitte |
| 18:30 UTC+2 | 18:30 UTC+2     |                |                 |                                    | Falkenberg Publik: 525 Domare: Fredrik Klitte | Falkenberg Publik: 525 Domare: Fredrik Klitte |

|             | 22 augusti 2024 | Ariana FC | 0 – 2           | IFK Göteborg                          | Malmö Stadion                       |                                     |
| 18:30 UTC+2 | 18:30 UTC+2     |           | (0 – 0) Rapport | 55′ August Erlingmark 60′ Lucas Kåhed | Malmö Publik: 554 Domare: Per Melin | Malmö Publik: 554 Domare: Per Melin |
| 18:30 UTC+2 | 18:30 UTC+2     |           |                 |                                       | Malmö Publik: 554 Domare: Per Melin | Malmö Publik: 554 Domare: Per Melin |
| 18:30 UTC+2 | 18:30 UTC+2     |           |                 |                                       | Malmö Publik: 554 Domare: Per Melin | Malmö Publik: 554 Domare: Per Melin |

|             | 29 augusti 2024 | IFK Stocksund     | 1 – 6           | Hammarby IF                                                                              | Tele2 Arena                                  |                                              |
| 18:30 UTC+2 | 18:30 UTC+2     | Keyano Marrah 83′ | (0 – 2) Rapport | 20′ Jusef Erabi 44′ Dennis Collander 48′, 86′, 90+3′ Montader Madjed 52′ Ibrahima Fofana | Stockholm Publik: 2 943 Domare: Farouk Nehdi | Stockholm Publik: 2 943 Domare: Farouk Nehdi |
| 18:30 UTC+2 | 18:30 UTC+2     |                   |                 |                                                                                          | Stockholm Publik: 2 943 Domare: Farouk Nehdi | Stockholm Publik: 2 943 Domare: Farouk Nehdi |
| 18:30 UTC+2 | 18:30 UTC+2     |                   |                 |                                                                                          | Stockholm Publik: 2 943 Domare: Farouk Nehdi | Stockholm Publik: 2 943 Domare: Farouk Nehdi |

|             | 2 oktober 2024 | IK Tord          | 1 – 2           | BK Häcken                              | Stadsparksvallen                          |                                           |
| 18:30 UTC+2 | 18:30 UTC+2    | William Neth 79′ | (0 – 1) Rapport | 16′ Zeidane Inoussa 52′ Mikkel Rygaard | Jönköping Publik: 455 Domare: Fikret Buqa | Jönköping Publik: 455 Domare: Fikret Buqa |
| 18:30 UTC+2 | 18:30 UTC+2    |                  |                 |                                        | Jönköping Publik: 455 Domare: Fikret Buqa | Jönköping Publik: 455 Domare: Fikret Buqa |
| 18:30 UTC+2 | 18:30 UTC+2    |                  |                 |                                        | Jönköping Publik: 455 Domare: Fikret Buqa | Jönköping Publik: 455 Domare: Fikret Buqa |

|             | 10 oktober 2024 | FC Järfälla           | 1 – 6           | Djurgårdens IF                                                             | Järfällavallen                               |                                              |
| 19:00 UTC+2 | 19:00 UTC+2     | Nahom Egziabihair 47′ | (0 – 3) Rapport | 5′ Tobias Gulliksen 14′, 63′, 82′, 84′ August Priske 25′ Peter Therkildsen | Järfälla Publik: 1 406 Domare: Jasmin Svraka | Järfälla Publik: 1 406 Domare: Jasmin Svraka |
| 19:00 UTC+2 | 19:00 UTC+2     |                       |                 |                                                                            | Järfälla Publik: 1 406 Domare: Jasmin Svraka | Järfälla Publik: 1 406 Domare: Jasmin Svraka |
| 19:00 UTC+2 | 19:00 UTC+2     |                       |                 |                                                                            | Järfälla Publik: 1 406 Domare: Jasmin Svraka | Järfälla Publik: 1 406 Domare: Jasmin Svraka |

|             | 30 oktober 2024 | Eskilsminne IF | 0 – 5           | IF Elfsborg                                                                 | Harlyckans IP                                  |                                                |
| 19:00 UTC+1 | 19:00 UTC+1     |                | (0 – 2) Rapport | 18′, 76′ Johan Larsson 28′ Sebastian Holmén 86′ Arber Zeneli 88′ Leo Östman | Helsingborg Publik: 767 Domare: Kaspar Sjöberg | Helsingborg Publik: 767 Domare: Kaspar Sjöberg |
| 19:00 UTC+1 | 19:00 UTC+1     |                |                 |                                                                             | Helsingborg Publik: 767 Domare: Kaspar Sjöberg | Helsingborg Publik: 767 Domare: Kaspar Sjöberg |
| 19:00 UTC+1 | 19:00 UTC+1     |                |                 |                                                                             | Helsingborg Publik: 767 Domare: Kaspar Sjöberg | Helsingborg Publik: 767 Domare: Kaspar Sjöberg |

|             | 1 december 2024 | Malmö FF                                                                        | 0000 5 – 2 (e.fl.) | Torslanda IK                                | Malmö IP                                     |                                              |
| 13:00 UTC+1 | 13:00 UTC+1     | Isaac Kiese Thelin 54′ (str.) Daníel Guðjohnsen 88′, 93′, 112′ Søren Rieks 118′ | (0 – 0) Rapport    | 58′ Hannes Davidsson 90+2′ Sean John Bright | Malmö Publik: 2 833 Domare: Jovan Krsmanovic | Malmö Publik: 2 833 Domare: Jovan Krsmanovic |
| 13:00 UTC+1 | 13:00 UTC+1     |                                                                                 |                    |                                             | Malmö Publik: 2 833 Domare: Jovan Krsmanovic | Malmö Publik: 2 833 Domare: Jovan Krsmanovic |
| 13:00 UTC+1 | 13:00 UTC+1     |                                                                                 |                    |                                             | Malmö Publik: 2 833 Domare: Jovan Krsmanovic | Malmö Publik: 2 833 Domare: Jovan Krsmanovic |

## Anmärkningslista
1. ↑  En match saknar angiven publiksiffra, publiksnittet uträknat på 63 matcher är 622.
2. ↑  En match saknar angiven publiksiffra, publiksnittet uträknat på 31 matcher är 184.